# Crossroad
Crossroad (encruzilhada) é o 49º single da cantora Ayumi Hamasaki é o segundo single do "Projeto 50º Single", lançado dia 22 de setembro de 2010 pela gravadora Avex Trax, lançado em 3 versões diferentes: duas versões CD e uma versão CD+DVD. A música crossroad é usada como tema nos comerciais da agência de turismo QUALITA, o single também possui um cover B-side da música SEVEN DAYS WAR da banda TM Network. A versão CD+DVD contém o clipe da música blossom que seria lançado no seu single anterior MOON/blossom. O single estreou em 1º lugar na Oricon sendo seu 24º single a estrear consecutivamente em 1º lugar na Oricon.
O single foi certificado Ouro pela RIAJ, por vender mais de 100,000 cópias.

## Faixas

### CD Versão 1
| N.º | Título                                         | Letras         | Música           | Duração |  |
| 1.  | "Crossroad (Original Mix)"                     | Ayumi Hamasaki | Tetsuya Komuro   | 4:52    |  |
| 2.  | "SEVEN DAYS WAR (Original Mix)"                | Mitsuko Komuro | Tetsuya Komuro   | 5:01    |  |
| 3.  | "blossom (Clockwork Yellow Remix)"             | Ayumi Hamasaki | Yasuhiko Hoshino | 5:54    |  |
| 4.  | "MOON (Orchestra Version)"                     | Ayumi Hamasaki | Yasuhiko Hoshino | 4:05    |  |
| 5.  | "crossroad (Original Mix - Instrumental)"      | Ayumi Hamasaki | Tetsuya Komuro   | 4:52    |  |
| 6.  | "SEVEN DAYS WAR (Original Mix - Instrumental)" | Mitsuko Komuro | Tetsuya Komuro   | 5:01    |  |

### CD Versão 2
| N.º | Título                                         | Letras         | Música           | Duração |  |
| 1.  | "Crossroad (Original Mix)"                     | Ayumi Hamasaki | Tetsuya Komuro   | 4:52    |  |
| 2.  | "SEVEN DAYS WAR (Original Mix)"                | Mitsuko Komuro | Tetsuya Komuro   | 5:01    |  |
| 3.  | "blossom (Clockwork Yellow Remix)"             | Ayumi Hamasaki | Yasuhiko Hoshino | 5:54    |  |
| 4.  | "blossom (Orchestra Version)"                  | Ayumi Hamasaki | Yasuhiko Hoshino | 6:16    |  |
| 5.  | "crossroad (Original Mix - Instrumental)"      | Ayumi Hamasaki | Tetsuya Komuro   | 4:52    |  |
| 6.  | "SEVEN DAYS WAR (Original Mix - Instrumental)" | Mitsuko Komuro | Tetsuya Komuro   | 5:01    |  |

### CD+DVD
| CD  |                                                |                |                  |         |  |
| N.º | Título                                         | Letras         | Música           | Duração |  |
| 1.  | "Crossroad (Original Mix)"                     | Ayumi Hamasaki | Tetsuya Komuro   | 4:52    |  |
| 2.  | "SEVEN DAYS WAR (Original Mix)"                | Mitsuko Komuro | Tetsuya Komuro   | 5:01    |  |
| 3.  | "blossom (Clockwork Yellow Remix)"             | Ayumi Hamasaki | Yasuhiko Hoshino | 5:54    |  |
| 4.  | "crossroad (Original Mix - Instrumental)"      | Ayumi Hamasaki | Tetsuya Komuro   | 4:52    |  |
| 5.  | "SEVEN DAYS WAR (Original Mix - Instrumental)" | Mitsuko Komuro | Tetsuya Komuro   | 5:01    |  |

| DVD |                          |         |  |
| N.º | Título                   | Duração |  |
| 1.  | "crossroad (Vídeo Clip)" | 4:53    |  |
| 2.  | "crossroad (Making-of)"  | 3:10    |  |
| 3.  | "blossom (Vídeo Clip)"   | 5:26    |  |

## Oricon & Vendas
| Parada                | Posição | Total de Vendas | Semanas |
| --------------------- | ------- | --------------- | ------- |
| Oricon Parada Diária  | 1       | 37,612          | 4       |
| Oricon Parada Semanal | 1       | 73,961          | 4       |
| Oricon Parada Mensal  | 5       | 73,961          | 4       |
| Oricon Parada Anual   | 66      | 99,021          | 4       |